# Capgemini
Capgemini è una società attiva nel settore della consulenza per la trasformazione tecnologica e di business delle aziende.

## Storia
Capgemini è stata fondata a Grenoble nel 1967 da Serge Kampf con il nome di Sogeti (Société pour la Gestion des Enterprises et le Traitement de l'Information). Capgemini è attiva in Europa, in America, in Africa, in Medio Oriente e in diversi stati dell'area Asia-Pacifico, e offre servizi in ambito cloud, dati, intelligenza artificiale, connettività, software, digital engineering e piattaforme.
La società, quotata nell'indice CAC 40 alla Borsa di Parigi, conta oltre 340.000 dipendenti ed una presenza in più di 50 paesi nel mondo. La sede principale si trova a Parigi, in rue de Tilsitt. L'attuale amministratore delegato è Aiman Ezzat, nominato nel maggio del 2020.

### Capgemini in Italia
In Italia, al 2024 Capgemini conta circa 9.000 professionisti dislocati in 20 città e dal 1º gennaio 2023 l'amministratore delegato della società è Monia Ferrari. Nel 2024 Capgemini in Italia ha ricevuto per la quindicesima volta la certificazione Top Employers per la gestione delle risorse umane in base a parametri quali condizioni di lavoro, remunerazione e benefit, formazione e sviluppo, opportunità di carriera e cultura aziendale.

## Settori
Capgemini opera nei seguenti settori:
- Aerospace & Defense
- Automotive
- Banking & Capital Markets
- Consumer Products
- Energy & Utilities
- Healthcare
- High Tech
- Hospitality & Travel
- Insurance
- Life Sciences
- Manufacturing
- Media & Entertainment
- Public Sector
- Retail
- Telecomunicazioni

## Date principali
- Nel 1973 la SOGETI acquisì uno dei principali concorrenti nel campo dei servizi per l'ICT: CAP.
- Nel 1974 viene acquisita la società statunitense, Gemini Computers Systems; a seguito del nuovo assetto societario, la società venne ribattezzata "CAP Gemini Sogeti."
- Nel 1981 continua la penetrazione nel mercato statunitense con l'acquisizione della DASD Corporation, di Milwaukee, specializzata in conversione di dati e con 500 dipendenti e 20 filiali negli Stati Uniti d'America.
- Nel 1986 acquisì anche la CGA Computer, sempre negli Stati Uniti d'America, e creò un'unica società chiamata Cap Gemini America.
- Nel 1991 fu fondata la Gemini Consulting, dalla fusione di cinque società di consulenza.
- Nel 1996 il nome fu modificato da Cap Gemini Sogeti a Cap Gemini. Nell'occasione fu adottato anche il logo attuale che tutte le compagnie collegate furono invitate ad utilizzare al fine di rendere il marchio più riconoscibile.
- Nel 2000 Cap Gemini acquisì la divisione consulting di Ernst & Young formando una nuova compagnia chiamata Cap Gemini Ernst & Young (CGEY).
- Nel 2002 CGEY rilanciò il marchio Sogeti, creando una nuova entità legale cui fu dato il nome originale della società e avente sede a Bruxelles in Belgio.
- Nel dicembre 2003 CGEY acquisì, inoltre Transiciel fondendola successivamente con Sogeti e formando così la Sogeti-Transiciel (nuovamente ridenominata "Sogeti" nel 2006).
- Nell'aprile 2004, infine, la società cambiò il suo nome nell'attuale "Capgemini" (una parola singola).
- Nell'ottobre 2006, Capgemini acquisì la società indiana Kanbay International. L'acquisizione porta a 12000 il numero di dipendenti in India della società. L'acquisizione è stata completata l'8 febbraio 2007.
- Nel febbraio 2007, Capgemini annuncia l'acquisizione di Software Architects, un'azienda di consulenza statunitense, al fine di espandere le proprie attività negli USA.
- Nel luglio 2011 viene annunciata l'acquisizione del 100% del Gruppo Aive, azienda italiana di servizi IT, per un valore di 42,9 milioni di euro. L'obiettivo è quello di rafforzare l'area IT italiana[11].
- Nell'ottobre 2018 Capgemini annuncia l'acquisizione di DOING, full service digital agency italiana con basi a Roma e Milano[12]
- Nel marzo 2020 Capgemini acquisisce il Gruppo Altran.

## Principali acquisizioni
- Geda in Italia (Novembre 1985)
- Sesa in Francia (1987)
- Hoskyns nel Regno Unito (1990)
- United Research negli Stati Uniti d'America (1990)
- Mac Group negli Stati Uniti d'America (1991)
- Volmac nei Paesi Bassi (1992)
- Programator in Scandinavia (1992)
- Gruber Titze and Partners in Europa (1993)
- Bossard in Europa (1997)
- Ernst & Young IT Consulting (2000)
- Transiciel (2003)
- Kanbay in India (2006)
- Software Architects negli Stati Uniti d'America (2007)
- Gruppo Aive in Italia (2011)
- IGATE (2015)
- Doing in Italia (2018)
- Gruppo Altran (2020)